# Fujifilm X-Pro1
Fujifilm X-Pro1 - без дзеркальний цифровий фотоапарат, який використовує змінні об'єктиви з власним байонетом Fujifilm X. X-Pro1 близький до попередника FinePix X100, укомплектований незмінним фіксованим об'єктивом. Фотоапарат має CMOS-сенсор формату APS-C власної розробки (технологія X-Trans) з кроп-фактором 1,5 і гібридний видошукач, який може перемикатися між режимами реального зображення і електронного видошукача.
X-Pro1 представлений 9 січня 2012 року. Разом з фотоапаратом представлено три об'єктиви з байонетом X, всі три з фіксованою фокусною відстанню. 
Очікується, що цифрова камера Fujifilm X-Pro1 надійде в продаж у лютому за ціною близько $ 1700 (приблизно 13 600 грн).[уточнити]

## Fujifilm X mount об'єктиви
Fujifilm розробила своє кріпленням спеціально для X-Pro1 (а не ліцензійну копію, як у випадку з Fujifilm FinePix S5 Pro )
На момент запуску, були доступні 3 об'єктиви :
- FUJINON XF18mmF2 R - 18мм фокусною відстанню (27мм еквівалент 35) F2.0-F16 діафрагми
- FUJINON XF35mmF1.4 R - фокусною відстанню 35 мм (53мм еквівалент 35) F1.4-F16 діафрагми
- FUJINON XF60mmF2.4 R Macro Lens - макро об'єктив 60мм фокусною відстанню (91 мм еквівалент 35) F2.4-F22 діафрагми

## Матриця X-Trans CMOS
Fujifilm X-Trans CMOS сенсор використовується в X-Pro1, який усуває причину появи муару. Що забезпечує використання оптичних низькочастотних фільтрів. Це дозволяє матриці фіксувати зображення з повним розширенням без фільтрації і передавати чудову якість об'єктива XF. Процесор EXR Pro забезпечує більш високу швидкість і точність обробки зображення, ніж у будь-яких інших процесорах попередніх поколінь.

## Гібридний видошукач (Hybrid Multi Viewfinder)
Гібридний видошукач від Fujifilm дозволяє фотографу миттєво перемикатися між оптичним (OVF) і електронним (EVF) видошукачем. При встановлені об'єктиву серії XF, збільшення видошукача змінюється автоматично, а оскільки при перемиканні між видошукачами OVF і EVF кут огляду змінюється не суттєво, будь-який з цих режимів забезпечує комфортний і природний огляд.